# آن فان إلسن

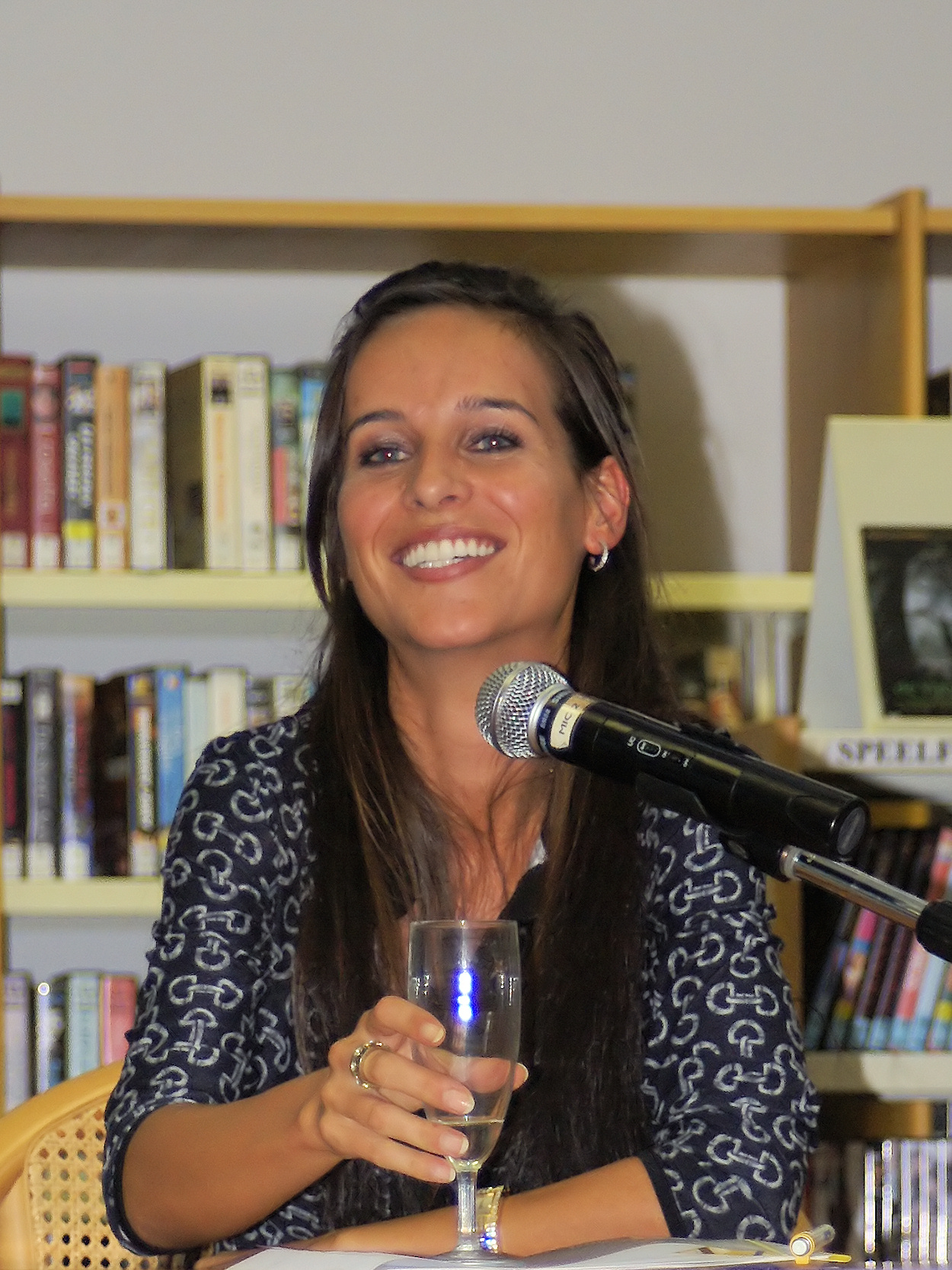
آن فان إلسن في مكتبة هوفدبيبليوثيك شاربورد ، بلجيكا في عام 2006

آن فان إلسن (من مواليد 27 ديسمبر 1979) عارضة أزياء بلجيكية وشخصية تلفزيونية وإذاعية من مول ، أنتويرب في بلجيكا. توجت بمسابقة ملكة جمال بلجيكا عام 2002.

## روابط خارجية
- Official website of Ann Van Elsen باللغة الهولندية
- Biography of Ann Van Elsen at agent website باللغة الهولندية
- آن فان إلسن في قاعدة بيانات الأفلام على الإنترنت
- Column of Ann Van Elsen باللغة الهولندية

| سبقه دينا ترساغو | ملكة جمال أنتويرب 2002 | تبعه زوي فان جاستيل |
| سبقه دينا ترساغو | ملكة جمال بلجيكا 2002  | تبعه جولي تاتون     |